# Funtumia
Funtumia es un género de fanerógamas de la familia Apocynaceae. Contiene dos especies. Es originario de Egipto y África tropical.

## Taxonomía
El género fue descrito por Otto Stapf y publicado en Hooker's Icones Plantarum 27:, pl. 2694. 1901.

## Especies
- Funtumia africana Stapf
- Funtumia elastica Stapf